# Maria Voce

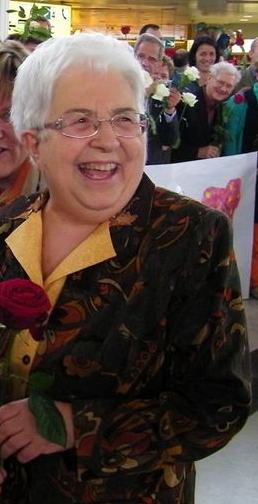
Maria Voce in Wien, 2012

Maria Voce (* 16. Juli 1937 in Aiello Calabro; † 20. Juni 2025 in Rocca di Papa) war zwischen 2008 und 2021 die Präsidentin der Fokolarbewegung. Sie war die erste Präsidentin nach der Gründerin Chiara Lubich.

## Leben
Maria Voce wurde in der italienischen Provinz Cosenza geboren. Ihr Vater war Arzt, die Mutter Hausfrau. Im Jahr 1959, ihrem letzten Studienjahr an der Fakultät für Rechtswissenschaften in Rom, lernte sie die Fokolarbewegung kennen. Sie übte zunächst ihren Beruf als Juristin aus, als erste Rechtsanwältin der Stadt Cosenza. Später folgten Studien in Theologie und Kirchenrecht.
Maria Voce verzichtete auf ihre Karriere als Anwältin und ging nach Grottaferrata bei Rom, um an einem Vorbereitungsseminar für angehende Fokolarinnen teilzunehmen. Die Begegnung führte zur intensiveren Beschäftigung mit der Bewegung und schließlich zum Beitritt. Chiara Lubich gab ihr den zusätzlichen Namen Emmaus, unter dem sie heute in der Bewegung bekannt ist. Von 1964 bis 1972 lebte sie in den Zentren der Bewegung in Syrakus und Catania; von 1972 bis 1978 war sie im Sekretariat von Chiara Lubich tätig, und in den folgenden zehn Jahren lebte sie im Fokolar in Istanbul, wo sie Beziehungen auf ökumenischer und interreligiöser Ebene aufbaute. Im Jahr 1988 wurde sie an das Internationale Zentrum Focolare in Rocca di Papa, Rom, zurückgerufen. Von 1995 bis 2008 war sie Mitglied der Abba-Schule, eines von Chiara Lubich gegründeten interdisziplinären Studienzentrums. Ihr Studium der Theologie und des Kirchenrechts kam ihr bei dieser Arbeit zugute.  Von 2000 bis 2008 war sie mitverantwortlich für die Internationale Kommission „Gemeinschaft und Recht“, ein Netzwerk von Akademikern und Fachleuten aus dem Bereich Recht. Von 2002 bis 2007 arbeitete sie zusammen mit Lubich an den Änderungen des Allgemeinen Statuts der Bewegung, die 2007 von der Kirche approbiert wurden.
Am 7. Juli 2008 wurde sie zur Präsidentin der weltweit tätigen Fokolarbewegung gewählt. Am 24. November 2009 ernannte Papst Benedikt XVI. sie zur Konsultorin des Päpstlichen Rates für die Laien und am 7. Dezember 2011 zur Konsultorin des Päpstlichen Rates zur Förderung der Neuevangelisierung. Am 13. September 2013 empfing sie Papst Franziskus in Privataudienz mit dem damaligen Ko-Präsidenten Giancarlo Faletti und traf ihn erneut in der internationalen Zitadelle von Loppiano in Florenz im Jahr 2018.
Maria Voce starb im Alter von 87 Jahren in ihrem Haus in Rocca di Papa.